# Motor (datalogi)
En motor är ett datorprogram som utgör grunden i till exempel ett applikationsprogram.[källa behövs] Några exempel är sökmotorer, grafikmotorer, spelmotorer och renderingsmotorer för webbmaterial.